# Takako Fuji
Takako Fuji (Japans: 藤 貴子, Fuji Takako) (Tokio, 27 juli 1972) is een Japanse actrice en seiyu, een Japanse stemactrice.
Fuji begon haar carrière bij het theatergezelschap Ein Theatrical Company. Ze studeerde drama aan de Aoyama Gakuin Universiteit. Haar doorbaak kwam met de film Ju-on, waarin ze de rol van Kayako Saeki speelde. Ze was van januari 2000 tot oktober 2005 getrouwd met Joji Watanabe, een medespeler bij Ein Theatrical Group.

## Ju-on-films
- 1997: Princess Mononoke (stem)
- 1998: Gakkô no kaidan G
- 2000: Ju-on
- 2000: Ju-on 2
- 2003: Ju-on: The Grudge
- 2003: Ju-on: The Grudge 2
- 2004: The Grudge
- 2006: The Grudge 2

- Library of Congress Control Number: no2010016684
- Virtual International Authority File: 315533933
- WorldCat: E39PBJkT6jHhqvRFcy8BJtptrq